# اجیگاوداناالاس
اجیگاوداناالاس (به انگلیسی: Ajjegowdanavalase) یک روستا در هند است که در کارناتاکا واقع شده‌است.